# Vanntjärnen, Medelpad
Vanntjärnen är en sjö i Ånge kommun i Medelpad och ingår i Ljungans huvudavrinningsområde. Sjöns area är 0,019 kvadratkilometer och den befinner sig 215 meter över havet.